# René Blieck
René Blieck (Schaarbeek, 1 mei 1910 – Lübecker Bocht, 3 mei 1945) was een Belgische dichter.

## Biografie
Blieck studeerde rechten aan de Université libre de Bruxelles, waar hij zich aansloot bij de Kommunistische Partij van België en deelnam het Comité van Waakzaamheid de wereldverzamelbeweging voor de vrede. 
Na zijn afstuderen werkte hij als advocaat en was hij medewerker van enkele arbeiderskranten.
Na het uitbreken van de Tweede Wereldoorlog werd hij lid van het verzet en werkte hij aan verschillende illegale verzetskranten en nam ook deel aan het verzet. Op 22 juni 1941 werd hij gearresteerd door de Gestapo. Via het Fort van Breendonk werd hij in september 1941 gedeporteerd naar het concentratiekamp van Neuengamme. In het geheim schreef hij er gedichten.
Op het einde van de oorlog trachtten de nazi's het bestaan van de concentratiekampen te verdoezelen, waarbij de gevangen werden verhuisd. Blieck overleed toen het schip Cap Arcona in de Lübecker Bocht tot zinken werd gebracht door Engelse geallieerde piloten die dachten dat het schip werd ingezet om Duitse troepen te vervoeren.